# Flight Log
Flight Log è una compilation dei Jefferson Airplane pubblicata il 7 febbraio 1977. Contiene anche brani degli Hot Tuna, Jefferson Starship, Paul Kantner, Grace Slick e Jorma Kaukonen.

## Tracce

### Disco 1
1. Come Up the Years (Marty Balin, Paul Kantner) – 2:30 – Jefferson Airplane Takes Off, Jefferson Airplane
2. White Rabbit (Grace Slick) – 2:27 – Surrealistic Pillow, Jefferson Airplane
3. Comin' Back to Me (Balin) – 5:15 – Surrealistic Pillow, Jefferson Airplane
4. Won't You Try / Saturday Afternoon (Kantner) – 5:02 – After Bathing at Baxter's, Jefferson Airplane
5. Greasy Heart (Slick) – 3:25 – Crown of Creation, Jefferson Airplane
6. If You Feel (Balin, Gary Blackman) – 3:30 – Crown of Creation, Jefferson Airplane
7. Somebody to Love (Darby Slick) – 3:46 – Bless Its Pointed Little Head, Jefferson Airplane
8. Wooden Ships (David Crosby, Kantner, Stephen Stills) – 6:00 – Volunteers, Jefferson Airplane
9. Volunteers (Balin, Kantner) – 2:03 – Volunteers, Jefferson Airplane
10. Hesitation Blues (trad. arr. Jorma Kaukonen, Jack Casady) – 5:05 – Hot Tuna, Hot Tuna
11. Have You Seen the Stars Tonite? (Crosby, Kantner) – 3:42 – Blows Against the Empire, Paul Kantner & Jefferson Starship

### Disco 2
1. Silver Spoon (Slick) – 5:40 – Sunfighter, Paul Kantner & Grace Slick
2. Feel So Good (Kaukonen) – 4:35 – Bark, Jefferson Airplane
3. Pretty as You Feel (Joey Covington, Casady, Kaukonen) – 3:07 – Bark, Jefferson Airplane
4. Milk Train (Slick, Papa John Creach, Roger Spotts) – 3:26 – Long John Silver, Jefferson Airplane
5. Ja Da (Keep on Truckin') (Bob Carleton) – 3:40 – Burgers, Hot Tuna
6. ¿Come Again Toucan? (David Freiberg, Slick) – 3:13 – Manhole, Grace Slick
7. Sketches of China (Kantner, Slick) – 5:13 – Baron von Tollbooth and the Chrome Nun, Paul Kantner, Grace Slick & David Freiberg
8. Genesis (Kaukonen) – 4:19 – Quah, Jorma Kaukonen
9. Ride the Tiger (Kantner, Slick, Byong Yu) – 5:06 – Dragon Fly, Jefferson Starship
10. Please Come Back (Ron Nagle) – 4:02 – Jefferson Starship, live

## Formazione

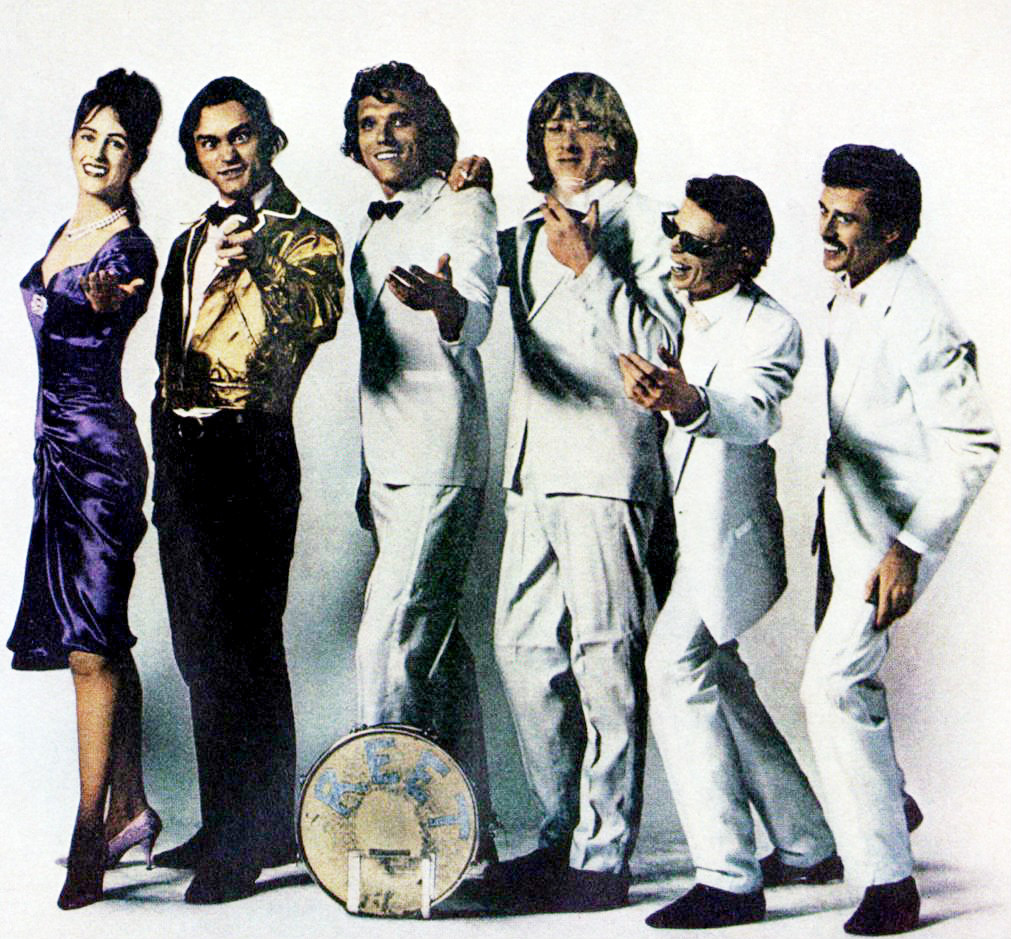
Annuncio della raccolta sulla rivista Billboard

- Signe Toly Anderson — voce nella traccia 1 (disco 1)
- Marty Balin — voce nelle tracce 1, 3, 4, 6, 8, 9 (disco 1); armonie vocali nella traccia 7 (disco 1)
- John Barbata — batteria nelle tracce 6, 7, 9, 10 (disco 2)
- Jack Casady — basso nelle tracce 1, 2, 3, 4, 5, 6, 7, 8, 9, 10 (disco 1) e 1, 2, 3, 4, 5 (disco 2)
- Joey Covington — batteria nelle tracce 1, 2, 3, 4 (disco 2)
- Papa John Creach — violino elettrico nelle tracce 1, 4, 5 (disco 2)
- Spencer Dryden — batteria nelle tracce 2, 4, 5, 6, 7, 8, 9 (disco 1)
- David Freiberg — piano nella traccia 6 (disco 2); tastiere nella tracce 7, 9 (disco 2); voce nella traccia 7 (disco 2)
- Jerry Garcia — chitarra nelle tracce 3 (disco 1) e 7 (disco 2); pedal steel guitar nella traccia 11 (disco 1)
- Nicky Hopkins — piano nelle tracce 8, 9 (disco 1)
- Paul Kantner — chitarra ritmica nelle tracce 1, 2, 4, 5, 6, 7, 8, 9 (disco 1) e 1, 2, 3, 4, 7, 9, 10 (disco 2); voce nelle tracce 4, 8, 9, 11 (disco 1) e 7, 10 (disco 2); chitarra acustica nelle tracce 1, 11 (disco 1)
- Jorma Kaukonen — chitarra solista nelle tracce 1, 2, 4, 5, 6, 7, 8, 9 (disco 1); voce nelle tracce 10 (disco 1) e 2, 5, 8 (disco 2); chitarra acustica nelle tracce 10 (disco 1) e 8 (disco 2)
- Sammy Piazza — batteria nella traccia 5 (disco 2)
- Grace Slick — voce nelle tracce 2, 4, 5, 7, 8, 9, 11 (disco 1) e 1, 3, 4, 6, 7, 9, 10 (disco 2); piano nelle tracce 4 (disco 1) e 7 (disco 2)
- Alex Skip Spence — batteria nella traccia 1 (disco 1)